# New Kingman-Butler, Arizona
New Kingman-Butler är en ort (CDP) i Mohave County, i delstaten Arizona, USA. Enligt United States Census Bureau har orten en folkmängd på 12 134 invånare (2010) och en landarea på 12,9 km².